# Pongrac
Pongrac este o localitate din comuna Žalec, Slovenia, cu o populație de 798 de locuitori.